# Pável Antov
Pável Guénrijovich Antov (Voskresensk, óblast de Moscú, Rusia, 22 de diciembre de 1957-Rayagada, India, 24 de diciembre del 2022) fue un político y empresario ruso que se desempeñó como diputado en la Asamblea Legislativa de la óblast de Vladímir.

## Biografía
Antov nació en Voskresensk, cerca de Moscú, y se graduó de la Academia Médica Militar S. M. Kirov en San Petersburgo. Después de graduarse, tuvo que renunciar a su objetivo de ser médico militar debido a una lesión recibida durante el servicio.
En 1985, se mudó a la ciudad de Vladímir y trabajó como psiquiatra y finalmente se convirtió en diputado del consejo de distrito. Se casó y tuvo una hija llamada Ánechka (n. entre 1990/1991).
Después del colapso de la Unión Soviética, el hospital en el que trabajaba cerró y realizó varios negocios. En el año 2000, fundó "Vladímirski Standart", un importante fabricante de productos cárnicos y embutidos. Los ingresos de la compañía se estimaron en 11,56 mil millones de rublos con una ganancia neta de 553 millones de rublos por SPARK-Interfax. A partir de 2019, se desempeñaba como vicepresidente de Vladímirski Standart y era accionista minoritario.
En el 2019, Forbes Rusia lo incluyó como el diputado más rico de Rusia, y figuraba como el actual vicepresidente y accionista minoritario de Vladímirski Standart, un importante fabricante de salchichas en Rusia.

### Muerte
El 21 de diciembre del 2022, junto con otros tres turistas rusos, incluido su amigo cercano, el empresario Vladímir Bidenov, se registraron en el Hotel Sai International en Rayagada, en el estado de Odisha, en el este de la India, junto con su guía local. El 22 de diciembre, Bidenov fue encontrado inconsciente en su habitación de hotel y fue llevado al hospital del distrito de Rayagada donde el médico lo declaró muerto según la policía.
Antov murió al caer por una ventana en el Hotel Sai International en la ciudad de Rayagada, en el estado indio de Odisha, mientras estaba de vacaciones allí para celebrar su 65 cumpleaños, solo dos días después de que su amigo cercano, el empresario Vladímir Bidenov, falleciera en el mismo hotel de un presunto problema cardíaco.
El 24 de diciembre, el cuerpo de Bidenov fue incinerado en Rayagada tras la aprobación de las autoridades rusas en India. El mismo día, Antov fue encontrado muerto en un charco de sangre frente al hotel en el que se alojaban. El director general de policía de Odisha, Sunil Kumar Bansal, declaró que la policía no estaba segura de si Antov se cayó accidentalmente de la ventana del hotel o si se suicidó posiblemente debido a la depresión por la muerte de su amigo. Dijo que la policía local registró un caso de muerte no natural y había iniciado una investigación mientras se mantenía en contacto con las autoridades rusas en Kolkata.
Su muerte se consideró sospechosa debido a que recientemente envió mensajes criticando los ataques de Rusia a Ucrania durante la invasión de 2022, de los que luego tuvo que retractarse. La muerte de Antov se encuentra entre las misteriosas muertes similares que involucran a empresarios rusos que se pronunciaron en contra de la invasión en estos últimos 10 meses.